# Christina van Saksen (1505-1549)

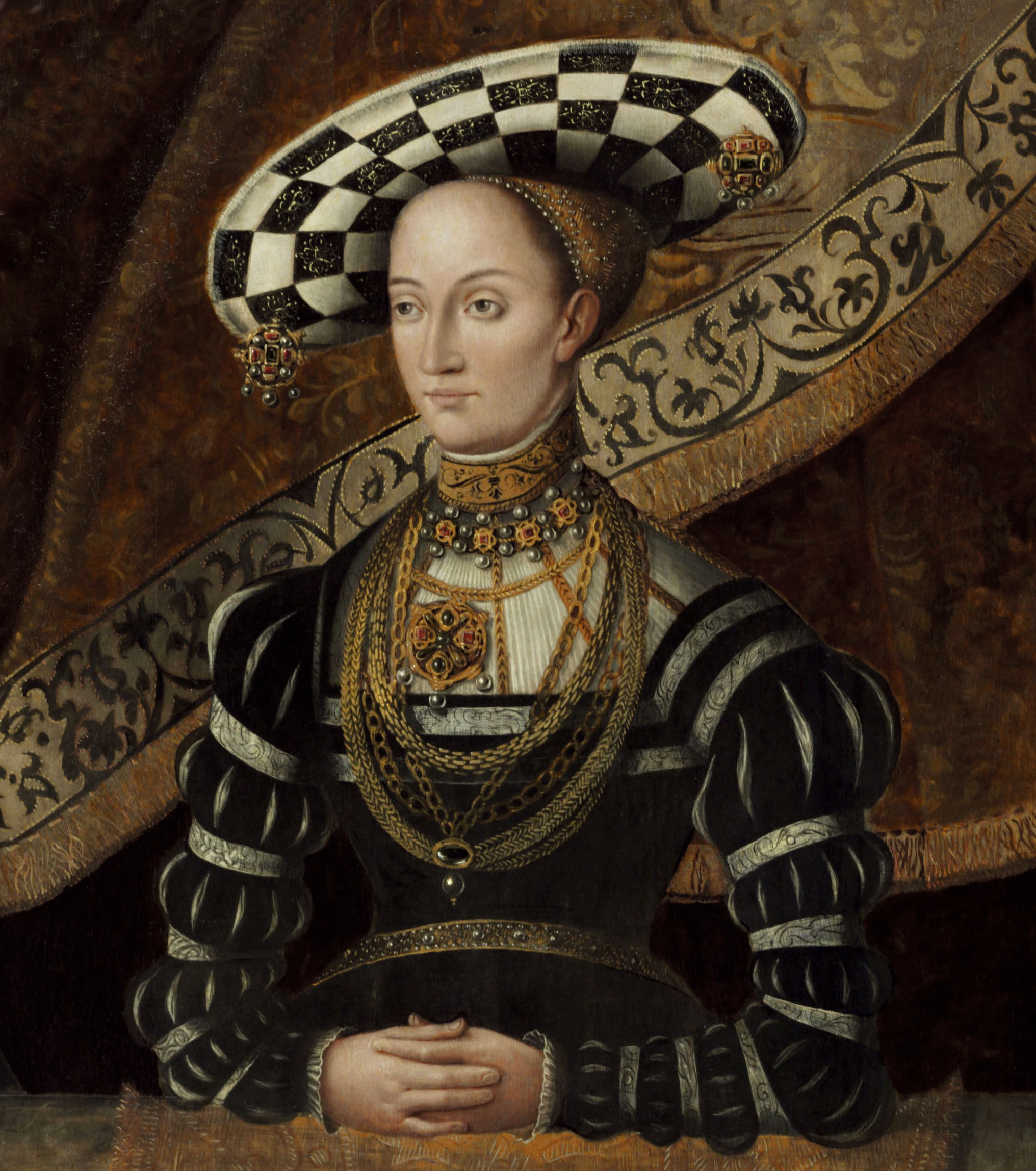
Christina van Saksen.

Christina van Saksen (25 december 1505 - Kassel, 15 april 1549) was van 1523 tot aan haar dood landgravin van Hessen. Ze behoorde tot de Albertijnse tak van het huis Wettin.

## Levensloop
Christina was een dochter van hertog George van Saksen uit diens huwelijk met Barbara van Polen, dochter van koning Casimir IV van Polen. 
Op 11 december 1523 huwde ze in Dresden met landgraaf Filips I van Hessen (1504-1567). Zoals bij vorstelijke huwelijken in die tijd de gewoonte was, was het huwelijk om politieke redenen gesloten, om de band tussen Hessen en het hertogdom Saksen te versterken.
In 1540 beging Filips I bigamie door te huwen met zijn 17-jarige maîtresse Margaretha von der Saale. Zowel Maarten Luther, Philipp Melanchthon als Christina gingen akkoord met dit huwelijk. Filips garandeerde Christina dat hij haar als zijn rechtmatige echtgenote bleef behandelen, bij haar bleef wonen, de kinderen uit hun huwelijk bleef erkennen als zijn wettige kinderen en dat hij zijn kinderen met Margaretha von der Saale zou uitsluiten van erfopvolging.
Nadat haar echtgenoot in 1547 werd gevangengenomen in de Schmalkaldische Oorlog, nam Christina, die Filips nooit meer zou terugzien, samen met haar oudste zoon Willem IV van Hessen-Kassel de regeringszaken waar. Filips durfde Christina niet te benoemen tot regentes, uit vrees dat zijn kinderen met Margaretha von der Saale bij zijn mogelijke overlijden onverzorgd zouden achterblijven. In plaats daarvan stelde hij een regentenraad aan, waarin onder meer kanselier Heinrich Lersner zetelde.
Christina overleed in april 1549 op 43-jarige leeftijd. Ze werd bijgezet onder een indrukwekkend epitaaf in de Martinuskerk van Kassel.

## Nakomelingen
Christina en haar echtgenoot Filips kregen tien kinderen:
- Agnes (1527-1555), huwde eerst in 1541 met keurvorst Maurits van Saksen en daarna in 1555 met hertog Johan Frederik II van Saksen
- Anna (1529-1591), huwde in 1544 met vorst Wolfgang van Palts-Zweibrücken
- Willem IV (1532-1592), landgraaf van Hessen-Kassel
- Filips Lodewijk (1534-1535)
- Barbara (1536-1597), huwde eerst in 1555 met hertog George I van Württemberg-Mömpelgard en daarna in 1568 met graaf Daniel van Waldeck-Wildungen
- Lodewijk IV (1537-1604), landgraaf van Hessen-Marburg
- Elisabeth (1539-1582), huwde in 1560 met keurvorst Lodewijk VI van de Palts
- Filips II (1541-1583), landgraaf van Hessen-Rheinfels
- Christina (1543-1604), huwde in 1564 met hertog Adolf van Sleeswijk-Holstein-Gottorp
- George I (1547-1596), landgraaf van Hessen-Darmstadt